# HD 128333
HD 128333, eller CH Bootis, är en ensam stjärna belägen i den södra delen av stjärnbilden Björnvaktaren. Den har en skenbar magnitud av ca 5,74 och är svagt synlig för blotta ögat där ljusföroreningar ej förekommer. Baserat på parallax enligt Gaia Data Release 3 på ca 4,66 mas beräknas den befinna sig på ett avstånd av ca 700 ljusår (ca 215 parsec) från solen. Den rör sig närmare solen med en heliocentrisk radialhastighet av ca -24 km/s. Stjärnan klassificeras som en Långsam irreguljär variabel och befinner sig för närvarande (2023) på den asymptotiska jättegrenen i HR-diagrammet.

## Observation
Variabiliteten i ljusstyrkan hos HD 128333 tillkännagavs av Joel Stebbins och Charles Morse Huffer år 1928, baserat på observationer gjorda vid Washburn Observatory. Den fick dess variabelbeteckning, CH Bootis, år 1977.

## Egenskaper

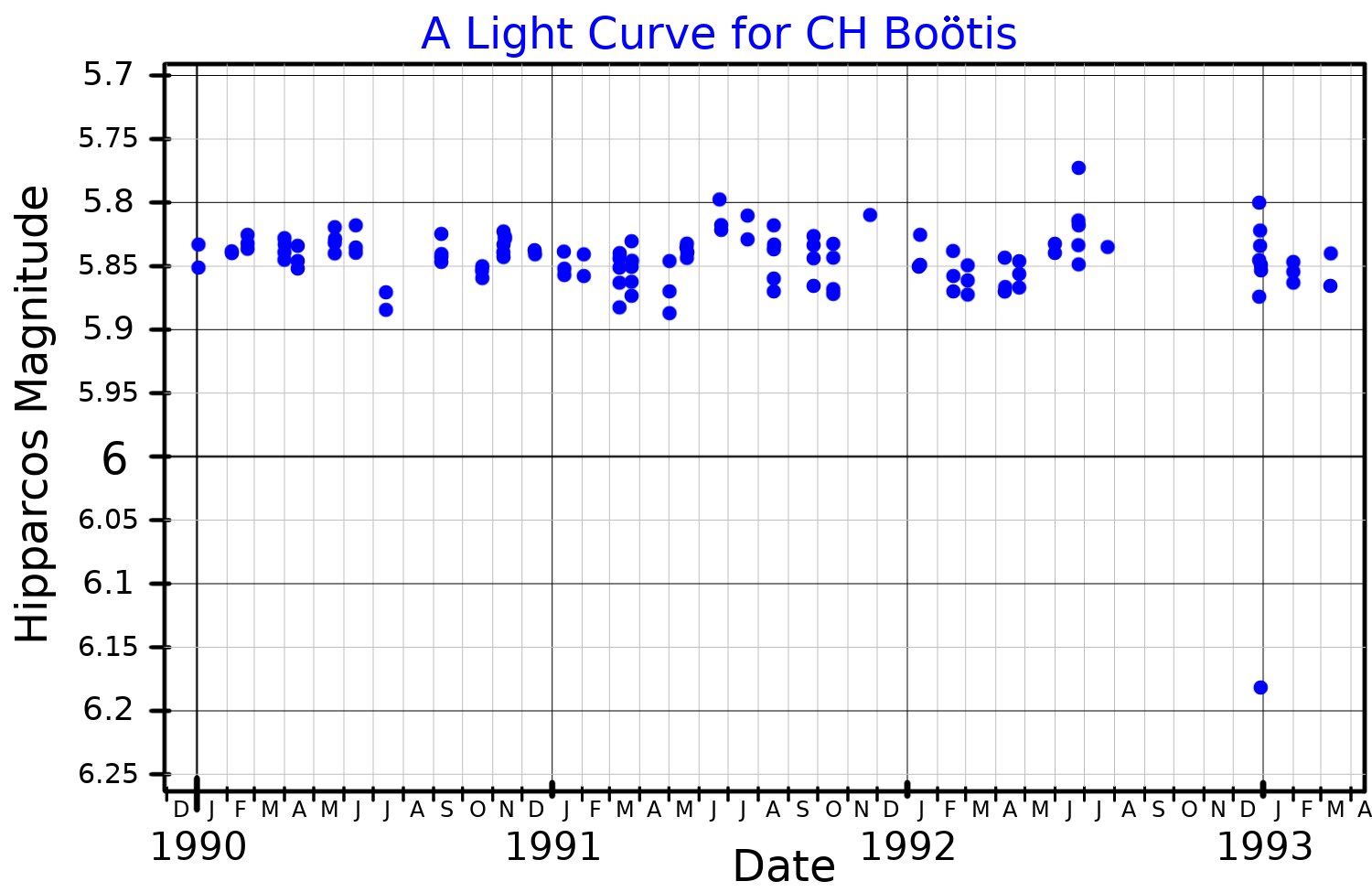
Ljuskurva för CH Bootis, anpassad Hipparcos-data.

CH Bootis är en röd till orange jättestjärna av spektralklass M1 III, Den har en massa som av ca 1,1 solmassa, en radie av ca 67 solradier och utsänder energi från dess fotosfär motsvarande ca 869 gånger solen vid en effektiv temperatur av ca 3 700 K.